# Corrupção nos Estados Unidos
A corrupção nos Estados Unidos é o ato de funcionários públicos abusarem de seus poderes políticos para ganho privado, geralmente por meio de suborno ou outros métodos, no governo estadunidense. A corrupção nos Estados Unidos tem sido uma questão política constante, atingindo seu auge na era jacksoniana e na Era Dourada, antes de declinar com as reformas da Era Progressiva.
Em 2025, os Estados Unidos obtiveram uma pontuação de 65 em uma escala de 0 ("altamente corrupto") a 100 ("muito limpo"), de acordo com o Índice de Percepção de Corrupção de 2024 da Transparência Internacional. Quando classificados por pontuação, os Estados Unidos ocupam a 28ª posição entre os 180 países do índice, onde o país classificado em primeiro lugar é percebido como tendo o setor público mais honesto.

## História

### Século XVIII
A corrupção nos Estados Unidos remonta à fundação do país. A Revolução Americana foi, em parte, uma resposta à corrupção percebida na monarquia britânica. A separação de poderes foi desenvolvida para permitir a responsabilização. A liberdade de associação também serviu a esse propósito, permitindo que os cidadãos se organizassem independentemente do governo. Isso contrastava com algumas potências europeias da época, onde todas as associações e atividades econômicas eram implicitamente geridas pelo governo.
Durante o 1º Congresso dos Estados Unidos, o Secretário do Tesouro Alexander Hamilton propôs diversas novas iniciativas econômicas que envolviam impostos, tarifas, dívidas e um banco central. O medo de que essas propostas levassem à corrupção cresceu tanto que o Partido Democrata-Republicano foi formado para se opor a elas.

### Século XIX
A corrupção ressurgiu como um tema central na política americana na eleição presidencial de 1824, na qual Andrew Jackson concorreu como candidato anticorrupção. A questão foi agravada pelos resultados controversos da eleição (conhecida como barganha corrupta), que impediram a vitória de Jackson. Após a vitória de Jackson na eleição seguinte, uma disputa sobre o banco central voltou a ser relevante na questão da corrupção.
Nos governos estaduais, as autoridades autorizavam alvarás para a criação de novas corporações. Esses alvarás enfrentaram alguma resistência devido ao seu potencial de corrupção. Embora fossem geralmente usados de maneiras a promover o desenvolvimento econômico dos estados, houve casos de alvarás que receberam tratamento preferencial para aliados políticos. O grupo político denominado Albany Regency (Regência de Albany), por exemplo, autorizou alvarás para bancos em troca de apoio político e financeiro. Essa questão foi finalmente resolvida à medida que os governos estaduais padronizaram o processo de incorporação ao longo da década de 1840.
A Era Dourada foi um período de crescente prosperidade e crescimento nos Estados Unidos. Esse crescimento resultou em um aumento correspondente da corrupção e do suborno no governo e nos negócios. A principal questão em disputa era o sistema de espólios, no qual cargos governamentais eram concedidos em troca de apoio político. Essa questão foi abordada pela reforma do funcionalismo público.
A presidência de Ulysses S. Grant durante a Era Dourada foi marcada por casos de corrupção. Grant havia sido eleito sem experiência política e tinha pouca capacidade de controlar ou regular os membros de seu governo, que se aproveitavam de sua inexperiência. Exemplos notáveis incluem o caso Whiskey Ring, o escândalo da Star Route e o escândalo do posto de comércio. O escândalo do Crédit Mobilier também se tornou público nessa época.
Além disso, organizações políticas como Tammany Hall e seus líderes, como Boss Tweed, foram flagradas desviando milhões de dólares públicos dos contribuintes para os bolsos dos membros de Tammany. Eles também deram empregos para aqueles que apoiavam Tammany em vez de para aqueles que tinham mérito, e registraram mortos (e supostamente cães e crianças), bem como pessoas em duplicidade, para votar nas eleições.
Um pesquisador afirma que, no final do século XIX e início do século XX, a corrupção nos ricos e industrializados Estados Unidos assemelhava-se, em alguns aspectos, à corrupção nas empobrecidas nações em desenvolvimento de hoje. Organizações políticas manipulavam eleitores para colocar candidatos leais às máquinas no poder. Cargos públicos eram vendidos por dinheiro ou apoio político. Interesses privados subornavam funcionários do governo em troca de tratamento especial. No entanto, ao contrário de muitos países em desenvolvimento hoje, os Estados Unidos tinham uma imprensa livre, um judiciário federal honesto e ativistas cidadãos que lideraram a reação contra a corrupção no início do século XX. Além disso, os Estados Unidos não lutavam simultaneamente contra a pobreza generalizada e a corrupção, e o poder executivo do governo federal nunca desceu aos níveis de cleptocracia vistos em alguns países em desenvolvimento hoje.

### Século XX
A Era Progressiva foi um período de fervor anticorrupção nos Estados Unidos, liderado pelo movimento progressista. Durante esse tempo, esquemas políticos e monopólios estiveram na berlinda e foram desestabilizados. Theodore Roosevelt foi uma figura importante na Era Progressiva, liderando os esforços de combate à corrupção.
O escândalo de Teapot Dome foi um grande caso de corrupção durante a presidência de Warren G. Harding. O Secretário do Interior, Albert B. Fall, aceitou propina de empresas petrolíferas em troca de acesso às reservas de petróleo do governo. Após a descoberta da corrupção, Fall foi condenado à prisão.
Richard Nixon foi alvo de diversas alegações de corrupção. Ao concorrer à vice-presidência em 1952, Nixon fez um famoso discurso declarando que aceitara um presente, um cachorro chamado Checkers, e que não tinha intenção de devolvê-lo. Durante a presidência de Nixon, ele foi implicado no escândalo de Watergate. Pouco antes, seu vice-presidente, Spiro Agnew, havia sido considerado culpado de fraude fiscal.
Na década de 1970, o FBI conduziu uma operação secreta com o codinome Abscam para descobrir corrupção no Congresso. Sete membros do Congresso foram condenados por suborno. Na década de 1980, o escândalo dos comissários de condados de Oklahoma, resultou na condenação de 230 pessoas, o maior número de pessoas já condenadas em um caso de corrupção pública nos EUA.

## Corrupção contemporânea
No Índice de Percepção da Corrupção da Transparência Internacional, a percepção de resistência dos Estados Unidos à corrupção caiu de sua pontuação mais alta, 76, em 2015, para 65, em 2024 (sendo 0 "altamente corrupto" e 100 "muito limpo"). A pontuação de 2024, anunciada no início de 2025, foi a mais baixa já atribuída aos EUA. Em comparação com as pontuações regionais, a pontuação mais alta entre os países das Américas foi 76, a pontuação média foi 42 e a pontuação mais baixa foi 10. Em comparação com as pontuações mundiais, a melhor pontuação no Índice de Percepção da Corrupção de 2024 foi 90 (classificação 1), a pontuação média foi 43 e a pior pontuação foi 8 (classificação 180).
Em 2019, a Transparência Internacional declarou que os Estados Unidos estão "sofrendo ameaças ao seu sistema de freios e contrapesos", juntamente com uma "erosão das normas éticas nos mais altos níveis de poder", citando populismo, nativismo e polarização política como fatores que podem aumentar a corrupção. Em 2024, a Transparência Internacional elogiou a forma como os tribunais federais e estaduais resistiram a ataques à sua independência, embora tenha considerado preocupantes as fracas regras éticas da Suprema Corte.
No início do século XXI, os EUA eram geralmente classificados como tendo baixos índices de corrupção e, em geral, altos índices de estabilidade política. O FBI é responsável por investigar a corrupção nos Estados Unidos, com diversas iniciativas para investigar a corrupção nacional e internacional, e reconhece a corrupção pública como sua "principal prioridade na investigação criminal".
Em 2019, Stephen Walt argumentou que os Estados Unidos estavam se tornando cada vez mais corruptos, citando como exemplos o governo Trump, as causas da Grande Recessão, o fracasso do Boeing 737 MAX e o escândalo de suborno em admissões em universidades de 2019. Walt argumenta que esses exemplos demonstram que a corrupção é um problema crescente nos Estados Unidos e, a longo prazo, ameaça o soft power do país. Os Estados Unidos têm sido citados como um paraíso fiscal. A Lei de Conformidade Tributária de Contas Estrangeiras exige que governos estrangeiros revelem contas americanas no exterior, mas os EUA não têm responsabilidade, legal ou de outra natureza, de compartilhar informações sobre não americanos que abrem contas nos EUA. Em 2016, uma estimativa estimou a riqueza offshore total nos EUA em US$ 800 bilhões.

### Suprema Corte
Controvérsias éticas entre os juízes da Suprema Corte aumentaram no século XXI, acompanhando o declínio do índice de aprovação da Corte para níveis historicamente baixos. Acusações surgiram após uma reportagem da ProPublica em 2023 de que o juiz Clarence Thomas havia aceitado presentes do investidor imobiliário e doador republicano Harlan Crow sem divulgação. Esses presentes incluíam viagens de luxo ao longo de duas décadas, utilizando o jato particular, o superiate e os resorts particulares de Crow, bem como o pagamento de mensalidades para a educação particular do sobrinho-neto de Thomas. Crow atuou no conselho de curadores de instituições que apresentaram memoriais de amicus curiae perante a corte, e sua imobiliária Crow Holdings tinha vínculos com quatro casos perante a Suprema Corte dos quais Thomas se recusou a se abster. A corte adotou seu primeiro código de conduta em 13 de novembro de 2023; no entanto, esse código de conduta não tem meios de aplicação e é comparativamente mais fraco do que o código ao qual juízes federais de instâncias inferiores são submetidos.

### Donald Trump
Donald Trump é frequentemente descrito por historiadores como corrupto, com inúmeros escândalos durante sua presidência, incluindo o escândalo Trump-Ucrânia, que resultou no primeiro impeachment de Donald Trump. Após perder a eleição presidencial de 2020 nos Estados Unidos, Trump alegou, sem provas, fraude eleitoral e usou sua posição no governo para tentar anular a eleição, culminando no ataque ao Capitólio dos Estados Unidos em 6 de janeiro, que não conseguiu anular a eleição. A Suprema Corte rejeitou os processos contra Trump quando ele deixou o cargo, optando por não decidir se ele violou as leis contra corrupção ou se houve interesse próprio.
O The New York Times encontrou significativamente mais conflitos de interesse no início do segundo mandato de Trump do que no primeiro. O comportamento de Trump durante seu segundo mandato tem sido rotulado como clientelista, e criador de uma cultura de corrupção em sua administração. Trump não assinou o compromisso ético habitual e demitiu muitos dos funcionários que monitoram a ética, o que alarmou os órgãos de fiscalização do governo. A introdução de ativos digitais e ações pode provocar muito mais conflitos de interesse, e pelo menos uma aparência de corrupção generalizada, do que estadias em hotéis e partidas de golfe. Os primeiros meses do governo geraram debates sobre se Trump facilitou mais conflitos de interesse e corrupção do que qualquer outro presidente na história americana.